# Guam aux Jeux olympiques d'été de 1996
Guam a participé aux Jeux olympiques de 1996 à Atlanta, aux États-Unis, mais n'a remporté aucune médaille.